# 安田隆二
安田 隆二（やすだ りゅうじ）は、日本の経営コンサルタント、実業家、経営学者（企業戦略論・企業再生経営・金融機関経営論）。
一橋大学大学院経営管理研究科特任教授。東京女子大学理事長、株式会社ジェイ・ウィル・パートナーズ取締役会長、大和証券グループ本社取締役、ソニー取締役、ソニーフィナンシャルホールディングス取締役、ヤクルト本社取締役、オリックス取締役、朝日新聞社監査役兼任。

## 概要
1970年（昭和45年）、東京大学経済学部卒業。1976年（昭和51年）、モルガン銀行に入行し、ニューヨーク市を中心に勤務した。1979年（昭和54年）、カリフォルニア大学バークレー校において博士号（Ph.D., 政治学）を取得。
1979年1月からマッキンゼー・アンド・カンパニーに移り、1986年6月から同社パートナー、1991年6月からは同社でディレクターを務め、ケンブリッジ大学やスタンフォード大学における客員研究員を兼任した。1996年（平成8年）6月、A.T.カーニーに移籍し、同社マネージングディレクター・アジア総代表を務め、同社のアジア事業を統括した。2002年（平成14年）より、一橋大学大学院国際企業戦略研究科教授。2017年一橋大学大学院国際企業戦略研究科特任教授。2018年一橋大学大学院経営管理研究科国際企業戦略専攻特任教授。
ほかには、2003年から投資業務を行う株式会社ジェイ・ウィル・パートナーズ取締役会長及び株式会社大和証券グループ本社取締役、2005年から富士火災海上保険株式会社取締役、2007年から株式会社ふくおかフィナンシャルグループ取締役及びソニー株式会社取締役、2008年からソニーフィナンシャルホールディングス株式会社取締役、2009年から株式会社ヤクルト本社取締役、2011年から株式会社朝日新聞社監査役、2013年から株式会社オリックス取締役を兼務するほか、静岡県立大学大学院に設置された地域経営研究センター静岡県立大学地域経営研究センターにおけるガバナンス会議委員なども務める。2018年日本年金機構における業務委託のあり方等に関する調査委員会委員長に就任。同年関西みらいフィナンシャルグループ取締役。2020年東京女子大学理事長。2023年株式会社りそなホールディングス取締役。

## 研究
マッキンゼー・アンド・カンパニーやA.T.カーニーでのコンサルタント経験に立脚し、経営学を研究している。具体的な研究分野は企業戦略論や金融機関経営論が挙げられる。また、M&Aやマネジメント・バイアウトといった合併や買収による企業再生も専門としている。専門分野に関する著書も多く、安田と同じくマッキンゼー・アンド・カンパニーに勤務経験がある川本裕子とともに著した著書もある。

## 著作

### 単著
- 安田隆二著『めざめよ! 銀行――新しい金融サービスの創造』日本経済新聞社、1996年（平成8年）。ISBN 4532144809
- 安田隆二著『銀行を選ぶ時代――あなたの預金は大丈夫か』東洋経済新報社、1996年（平成8年）。ISBN 4492680837
- 安田隆二著『企業再生マネジメント』東洋経済新報社、2003年（平成15年）。ISBN 4492554807
- 安田隆二著『日本の銀行進化への競争戦略――飛躍への5つの条件』東洋経済新報社、2006年（平成18年）。ISBN 4492653686

### 共著
- 横山禎徳・安田隆二共著『コーポレートアーキテクチャー――環境適合型から「自己創造型」経営へのトータル・リ・デザイン』ダイヤモンド社、1992年（平成4年）。ISBN 4478370834
- 安田隆二・川本裕子著『日本金融再生への提言――崩壊は防げるか』東洋経済新報社、1993年（平成5年）。ISBN 4492680705
- 安田隆二・田村達也著『米銀だけがなぜ強い――金融業のベスト・プラクティス』日本経済新聞社、1998年（平成10年）。ISBN 4532146801

### 編著
- 安田隆二・大久保豊編著『信用リスク・マネジメント革命――創造的与信判定システムの未来』金融財政事情研究会、1998年（平成10年）。ISBN 4322158714